# Malan Amar
Malan Amar (auch: Malam Amar) ist ein Dorf im Arrondissement Zinder III der Stadt Zinder in Niger.

## Geographie
Das von einem traditionellen Ortsvorsteher (chef traditionnel) geleitete Dorf befindet sich nördlich des Stadtzentrums im ländlichen Gemeindegebiet von Zinder, der Hauptstadt der gleichnamigen Region Zinder. Es schließt an das bebaute Gebiet des urbanen Zentrums an. Zu Nachbardörfern von Malan Amar zählen Banguia im Norden, Guidan Kankia im Nordosten und Madatey im Südwesten.
Wie im gesamten Gemeindegebiet von Zinder herrscht das Klima der Sahelzone vor, mit einer durchschnittlichen jährlichen Niederschlagsmenge zwischen 300 und 400 mm.

## Geschichte
Das wachsende Stadtzentrum von Zinder war in den 2010er Jahren bereits so nahe an Malan Amar herangerückt, dass das Dorf de facto im urbanen Gebiet aufging. Dieses Wachstum ging jedoch nicht mit der Errichtung einer entsprechenden städtischen Infrastruktur einher.

## Bevölkerung
Bei der Volkszählung 2012 hatte Malan Amar 1051 Einwohner, die in 159 Haushalten lebten. Bei der Volkszählung 2001 betrug die Einwohnerzahl 601 in 103 Haushalten.

## Wirtschaft und Infrastruktur
Es gibt eine Schule im Dorf. Bei Malan Amar verläuft die 980,9 Kilometer lange Nationalstraße 11 zwischen Algerien und Nigeria.